# كريستوف ديغويرفيلي
كريستوف ديغويرفيلي (بالفرنسية: Christophe Deguerville)‏ (27 يونيو 1970 في هوت دو سان) لاعب كرة قدم فرنسي معتزل كان يجيد اللعب في خط الدفاع .
بدأ ديغويرفيلي مسيرته الرياضية في نادي سانت إتيان سنة 1987 ثم انتقل إلى نادي ليون سنة 1995 ثم انتقل إلى نادي باستيا سنة 1997 ثم عاد إلى نادي سانت إتيان سنة 2002 واعتزل نهائيا لعب كرة القدم سنة 2003 .

## روابط خارجية
- كريستوف ديغويرفيلي على موقع قاعدة بيانات كرة القدم.إي يو (الإنجليزية)
- كريستوف ديغويرفيلي على موقع ليكيب (الفرنسية)